# Vivrant Thing
Vivrant Thing é o primeiro single lançado pelo rapper Q-Tip no seu primeiro álbum solo, Amplified. A música também é destaque em uma compilação do grupo A Tribe Called Quest em 1999, denominada The Anthology.  Foi produzido pela Q-Tip, apesar de Jay Dee também aparecer nos créditos (eles eram um duo na produção). Essa foi a música de rap que veio a alcançar o número um em Singles da revista Billboard  Hot R&B & Tracks Airplay, embora ela só alcançou o número sete na parada R&B  principal, devido à falta de um single disponível comercialmente.
A batida contém uma amostra de "I Want to Stay" pela Love Unlimited Orchestra. O remix contém características dos rappers Missy Elliott e Busta  Rhymes.
A canção foi usada na série de televisão The Game, no episódio "The List Episode", em 30 de março de 2008. A batida foi frequentemente utilizada na série de animação MTV Downtown.